# Eduard von Möller

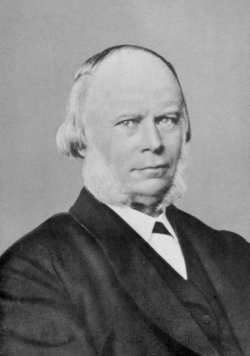
Eduard von Möller

Eduard von Möller (Minden, 3 juni 1814 - Kassel, 3 november 1880) was een Duits jurist en staatsman.
Hij studeerde, hoewel de natuurwetenschappen meer zijn interesse hadden, rechtsgeleerdheid te Heidelberg, bekleedde een functie aan het gerecht te Minden en ging vervolgens bij de Pruisische staat werken. Na onder andere bij justitie werkzaam te zijn geweest werd hij in 1840 districtscommissaris van Simmern en in 1844 koninklijk spoorwegcommissaris voor de Rijnprovincie en de provincie Westfalen. Eind 1848 werd hij hoofd van het Regierungsbezirk Keulen en in 1848/1849 was hij lid van de Pruisische Tweede Kamer.
Na de Pruisisch-Oostenrijkse Oorlog van 1866 werd hij eerste president van de nieuw veroverde provincie Hessen-Nassau. Hij wist het vertrouwen van de bevolking te winnen en bekleedde dit ambt op een zodanig bevredigende wijze dat hij begin september 1871 tot eerste president van het op Frankrijk veroverde Elzas-Lotharingen werd benoemd. Ook deze moeilijke functie oefende hij vaardig uit. Hij legde zijn ambt neer toen Elzas-Lotharingen in 1879 tot rijksland werd verklaard en er met Edwin von Manteuffel een keizerlijk rijksstadhouder werd benoemd. Hij trok zich terug in Kassel, waarvan hij reeds sinds 1866 ereburger was, en stierf aldaar op 3 november 1880.
- Gemeinsame Normdatei: 117081337
- International Standard Name Identifier: 0000 0000 0978 6004
- Système universitaire de documentation: 17202434X
- Virtual International Authority File: 35224746
- WorldCat: E39PBJh4B9qBTQxGFTKGrGKfMP